# Artur Ramon i Picas
Artur Ramon i Picas   (Barcelona, 1941), és un antiquari i galerista d'art català.

## Biogràfic
Cursà estudis d'arquitectura tècnica i cap al 1960 començà a treballar amb el seu pare Artur Ramon i Garriga (1907–1982) a l'establiment familiar del carrer de la Palla, 25 de Barcelona.
Des del 2014, és Acadèmic d'Honor de la Reial Acadèmia Catalana de Belles Arts de Sant Jordi des del 2014. El 2018 va rebre la Creu de Sant Jordi «per la seva excel·lent i decisiva aportació a la vida cultural del nostre país».